# Van Cleef & Arpels
Van Cleef & Arpels è un'azienda francese di alta gioielleria, orologi e profumi che è stata fondata nel 1896 da Alfred Van Cleef assieme allo zio e suocero Salomon Arpels. Dal 1906 la Maison ha sede al numero 22 di Place Vendôme, a Parigi.
I gioielli prodotti dalla casa sono stati indossati da personaggi icone del mondo del lusso e dello stile come Farah Pahlavi, Grace Kelly, Claudia Cardinale, Elizabeth Taylor e Eva Perón.
Dal 1999 fa parte del Gruppo Richemont, società svizzera leader nei prodotti del lusso come gioielli, orologi e profumi.

## Storia
Nel 1896, Alfred Van Cleef, discendente da una famiglia che commerciava filati residente nel 19º arrondissement di Parigi, sposò la cugina Esther Arpels, che era figlia dello zio Salomon Arpels e della sorella della madre. Lo zio divenne quindi anche suo suocero, nonché socio in affari.
Lo stesso anno 1896, Alfred Van Cleef e Salomon Arpels fondarono una società (Alfred Van Cleef & Salomon Arpels Sarl) che aveva per obiettivo "la creazione e la valorizzazione della gioielleria e dell'orologeria".
Nel 1906, alla morte di Salomon Arpels, Alfred Van Cleef si associa con il cugino Jules Arpels, fratello di Esther, e apre la prima boutique al 22 di place Vendôme a Parigi. È la prima gioielleria che si installa in questa piazza, creata da un'idea di François Michel Le Tellier de Louvois nel 1685. Nel 1912 anche Louis, il secondo fratello di Esther, diventa socio dell'azienda.
Fra il 1909 ed il 1939, Van Cleef & Arpels apre le prime boutique presso i luoghi di villeggiatura: Deauville, Le Touquet, Nizza e Monte-Carlo.
Nel 1926, Rachel la figlia di Alfred Van Cleef e Esther Arpels, divenne responsabile della direzione artistica della maison le cui creazioni furono disegnate da René Sim Lacaze. Nel 1938, alla morte del padre Alfred, Renee prese il controllo dell'azienda e lo mantenne fino alla morte avvenuta a Vichy.
La seconda generazione entra progressivamente nella Maison. Nel 1939 molti membri della famiglia Arpels fuggono in America e aprono una boutique a New York nel 1942, sulla Quinta Strada, boutique tuttora esistente. Più tardi, l'azienda sarà la prima Maison di alta gioielleria francese a sbarcare dapprima in Giappone nel 1974, poi in Cina (Shanghai) nel 1994. Per decenni la Maison sarà sempre diretta dai discendenti della famiglia Arpels, fino all'acquisizione nel 1999 da parte della Compagnie Financière Richemont S.A.